# درة حمراء القناع

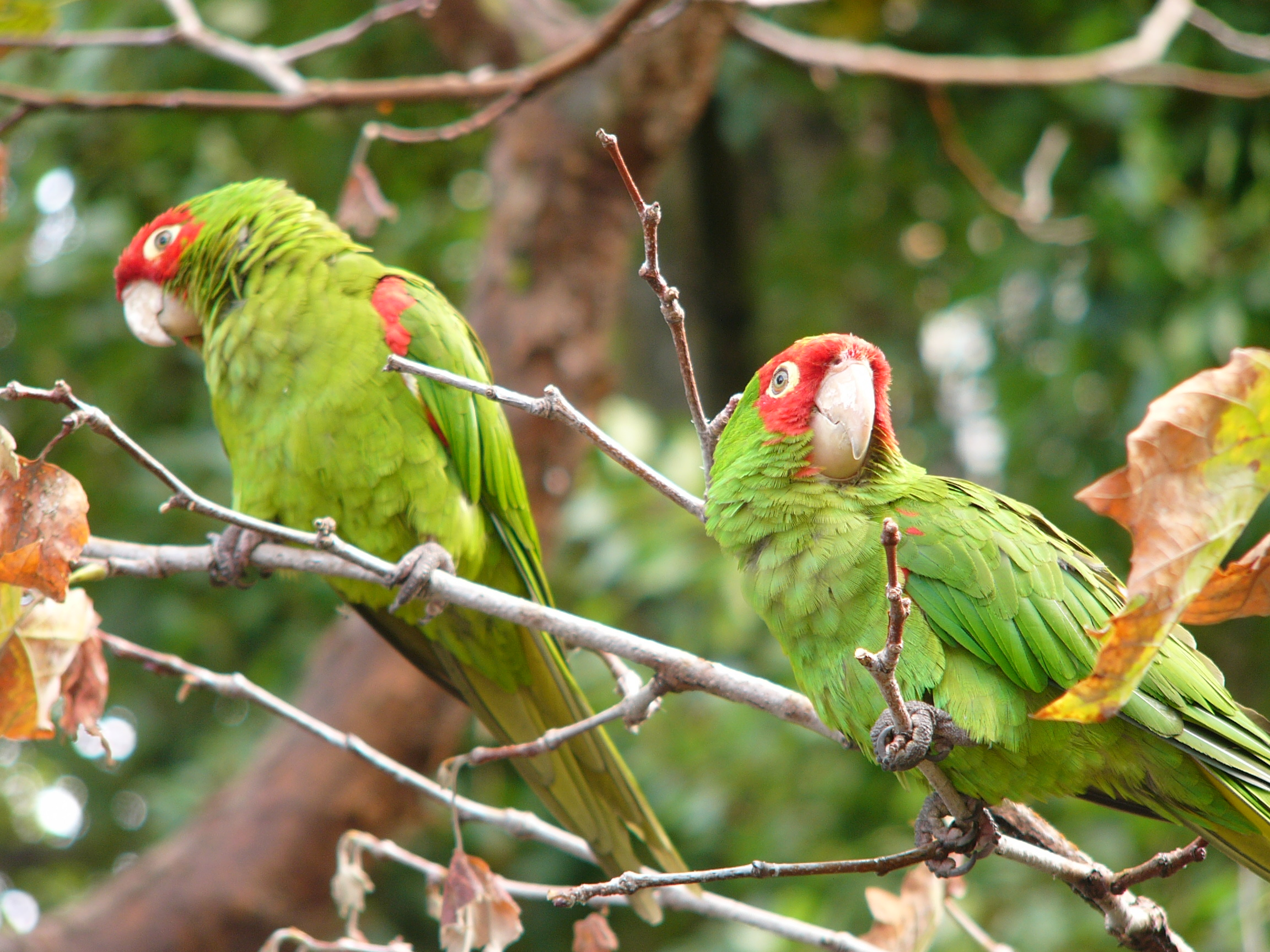

درة حمراء القناع (الاسم العلمي: Aratinga erythrogenys) (بالإنجليزية: Red-masked Parakeet)‏، هو نوع من الطيور يتبع الفصيلة الببغائية.